# Museo reale delle belle arti del Belgio
I Musei reali delle belle arti del Belgio (in francese: Musées royaux des Beaux-Arts de Belgique; in neerlandese: Koninklijke Musea voor Schone Kunsten van België) sono tra i principali musei del Belgio. Si trovano nella capitale, Bruxelles, nella zona chiamata Coudenberg. I musei sono costituiti da quattro differenti collezioni; due che occupano gli edifici del museo (Museo di arte antica e Museo di arte), due situati in altri edifici. I due musei indipendenti, il Museo Constantin Meunier e il Museo Antoine Wiertz sono più piccoli dei due principali e dedicati in particolare al Belgio.
I Musei ospitano 20000 tra dipinti, disegni e sculture provenienti da tutto il mondo e di disparate epoche storiche dal XV secolo ad oggi. Vanto dei Musei è la collezione di dipinti fiamminghi, che comprende opere di Rogier van der Weyden, Pieter Bruegel il Vecchio, Robert Campin, Antoon van Dyck e Jacob Jordaens. A Rubens è dedicata un'intera sala, dove sono esposti venti capolavori dell'artista. Un'altra sala è dedicata a Henri de Braekeleer, con ventitré dipinti.

## Opere principali
- Hieronymus Bosch, Crocifissione con donatore, 1483 circa
- Pieter Bruegel il Vecchio
  - Adorazione dei Magi, 1556 circa
  - Caduta di Icaro, 1558 circa
  - Caduta degli angeli ribelli, 1562
  - Paesaggio invernale con pattinatori e trappola per uccelli, 1565
  - Censimento di Betlemme, 1566
- Carlo Crivelli
  - Madonna di Montefiore, 1471 circa
  - San Francesco, 1471 circa
- Jacques-Louis David, La morte di Marat, 1793
- Barthélemy d'Eyck, Geremia, dal Trittico dell'Annunciazione, 1443-1145
- Mattia Preti, Giobbe visitato dagli amici
- Carlo Maratta, Apollo e Dafne
- Constantin Meunier, Rimozione di un crogiolo rotto, 1884

## Galleria d'immagini

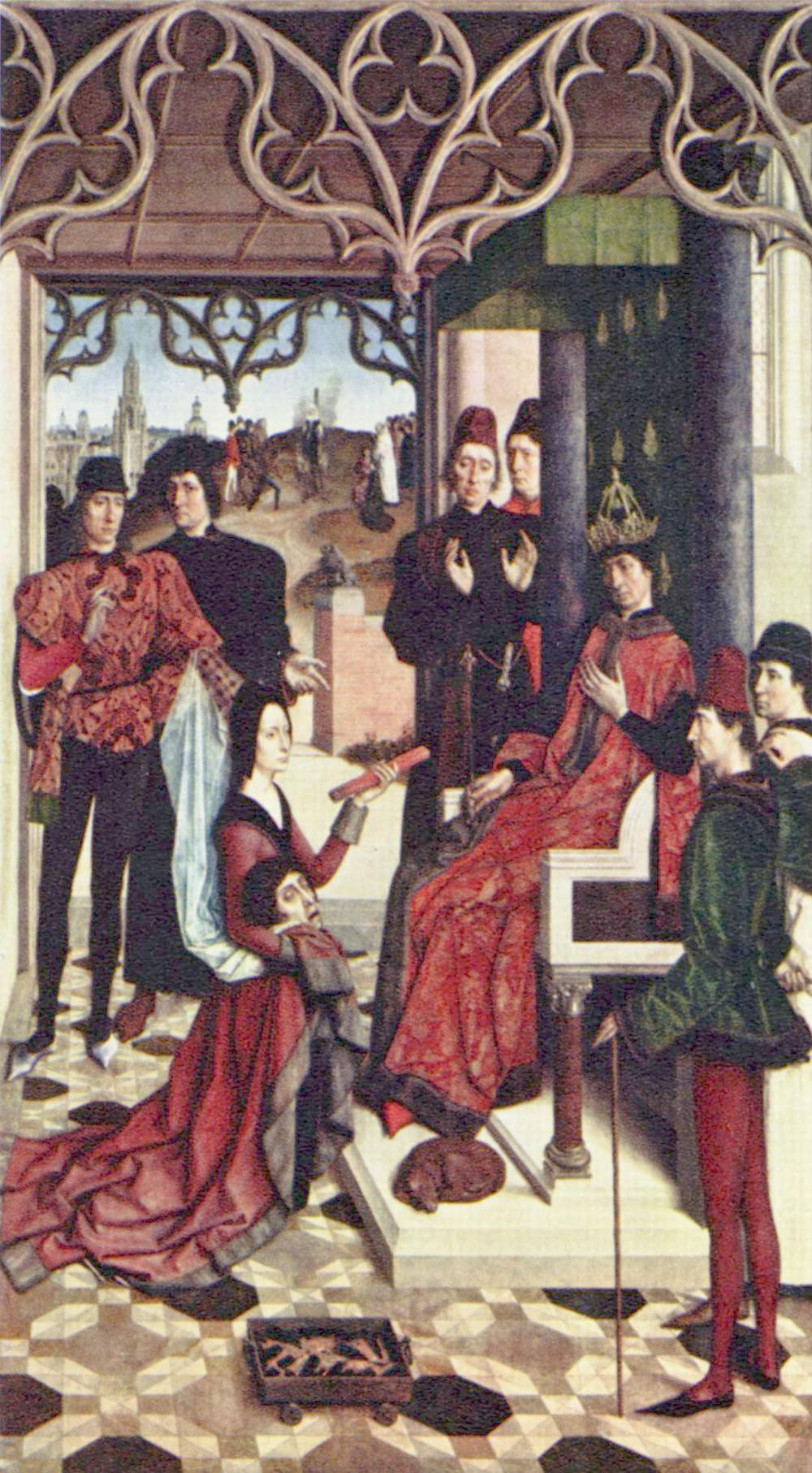
Dirk Bouts: De gerechtigheid van keizer Otto: De vuurproef
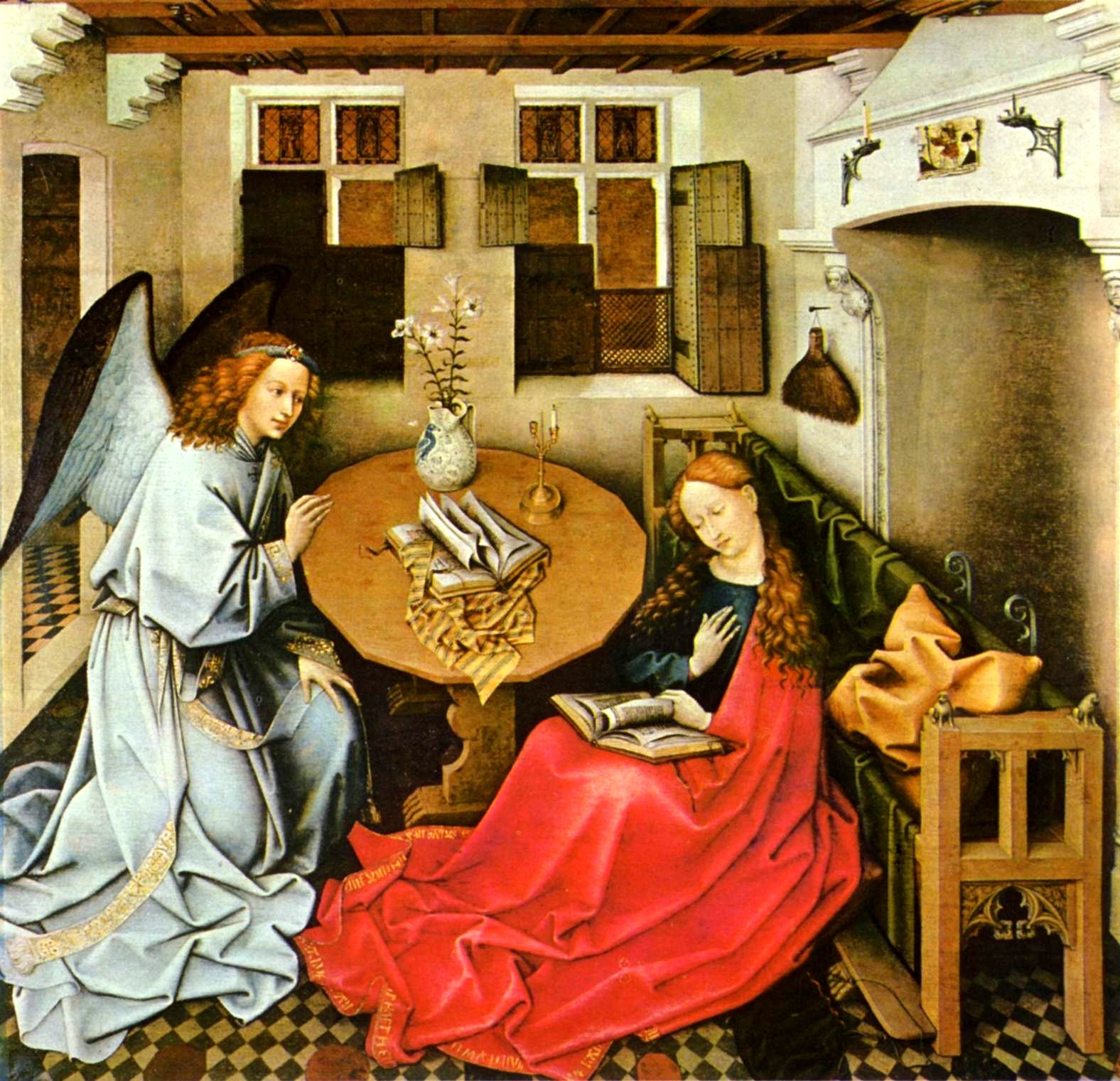
Robert Campin: De Boodschap aan Maria
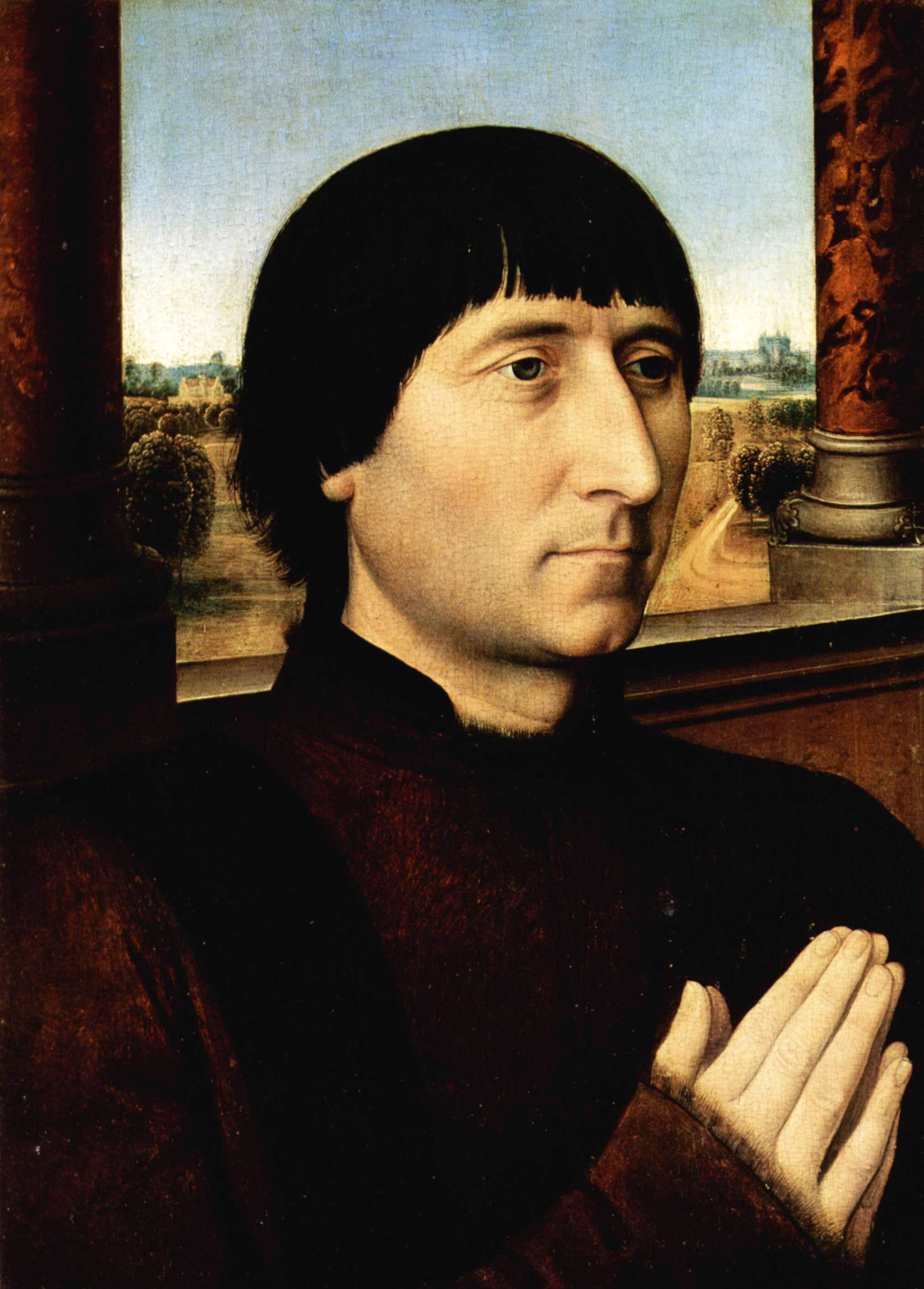
Hans Memling: Portret van Willem Moreel
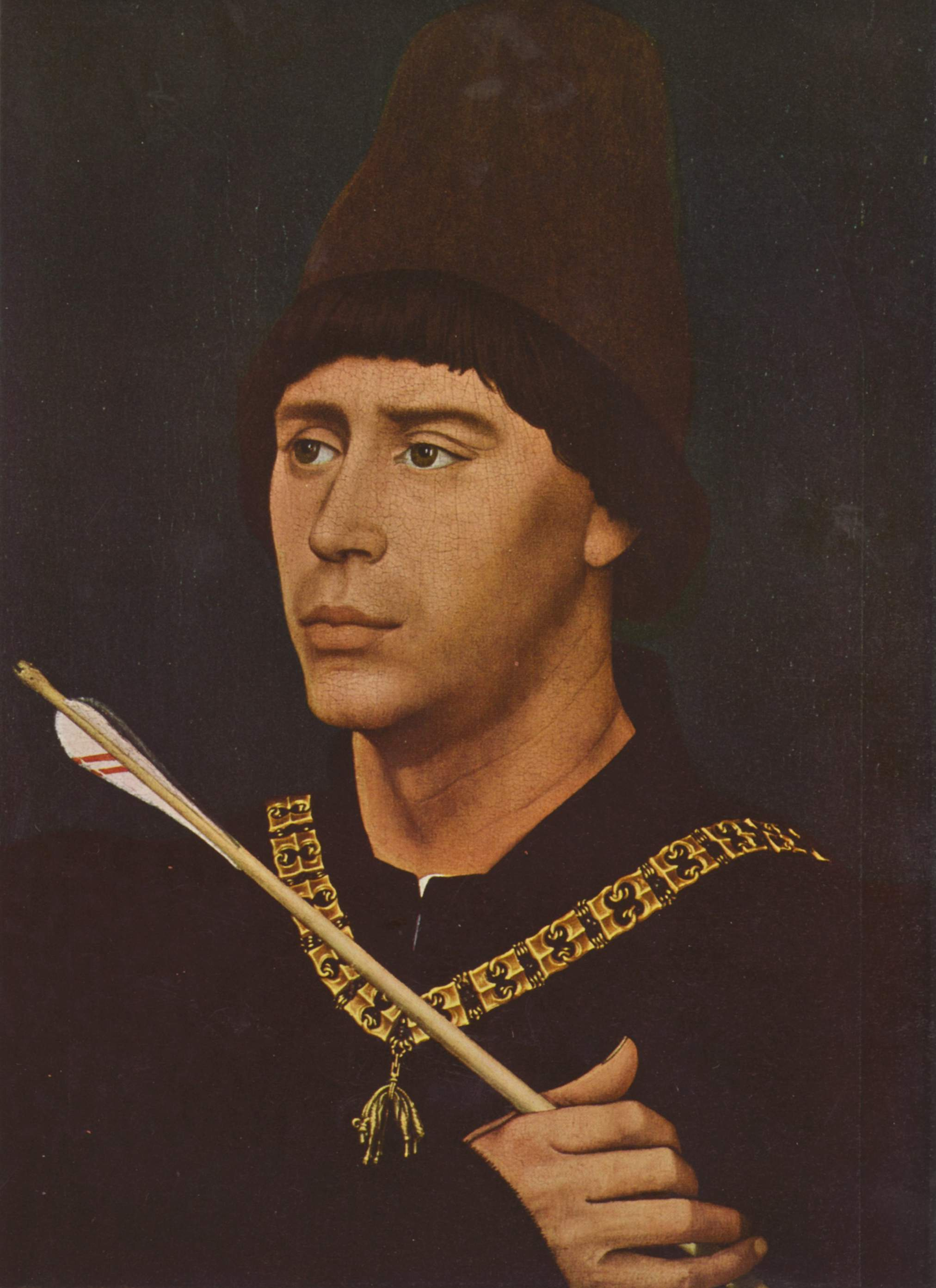
Rogier van der Weyden: Portret van Anton von Burgund
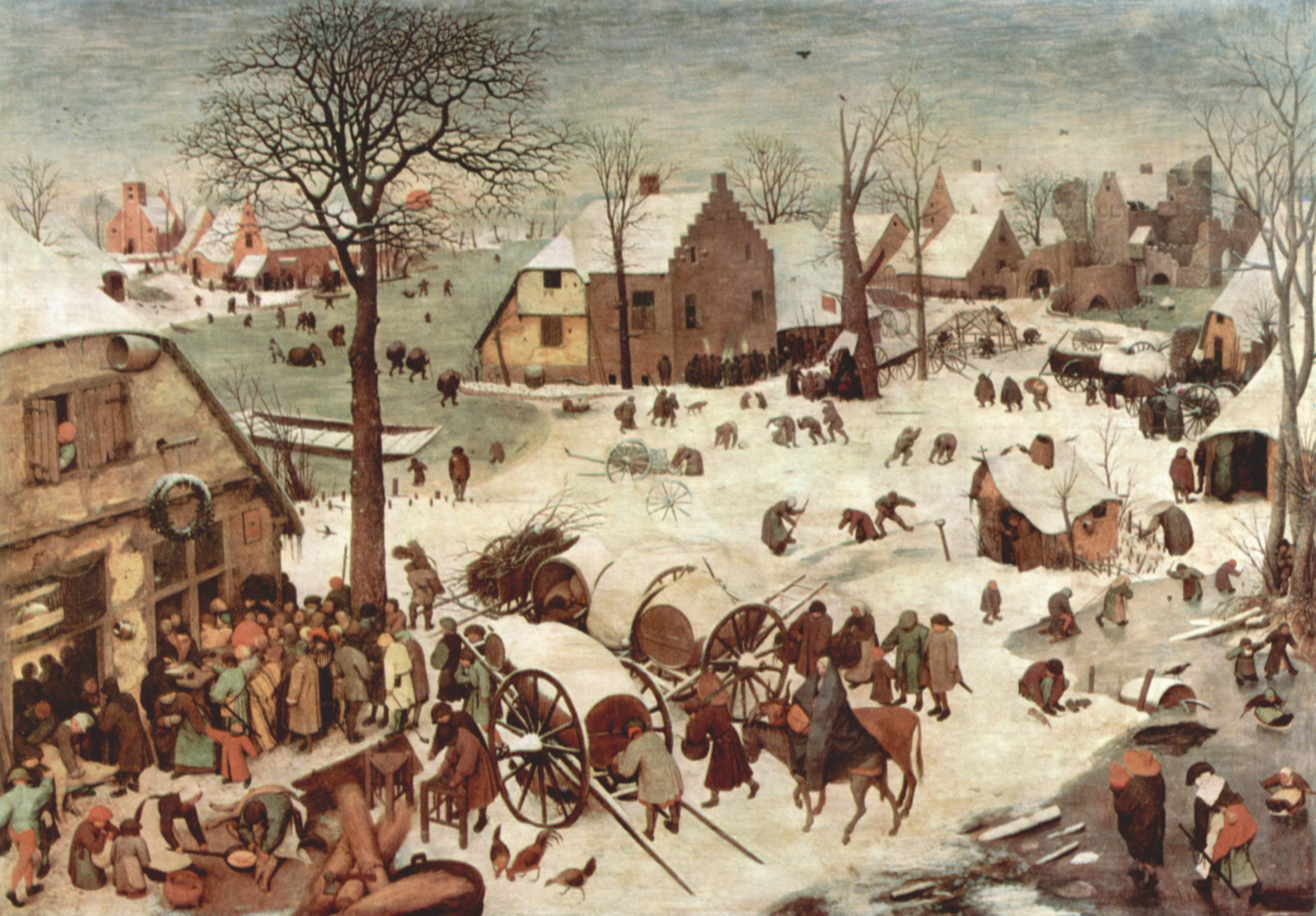
Pieter Bruegel il Vecchio: Censimento di Betlemme
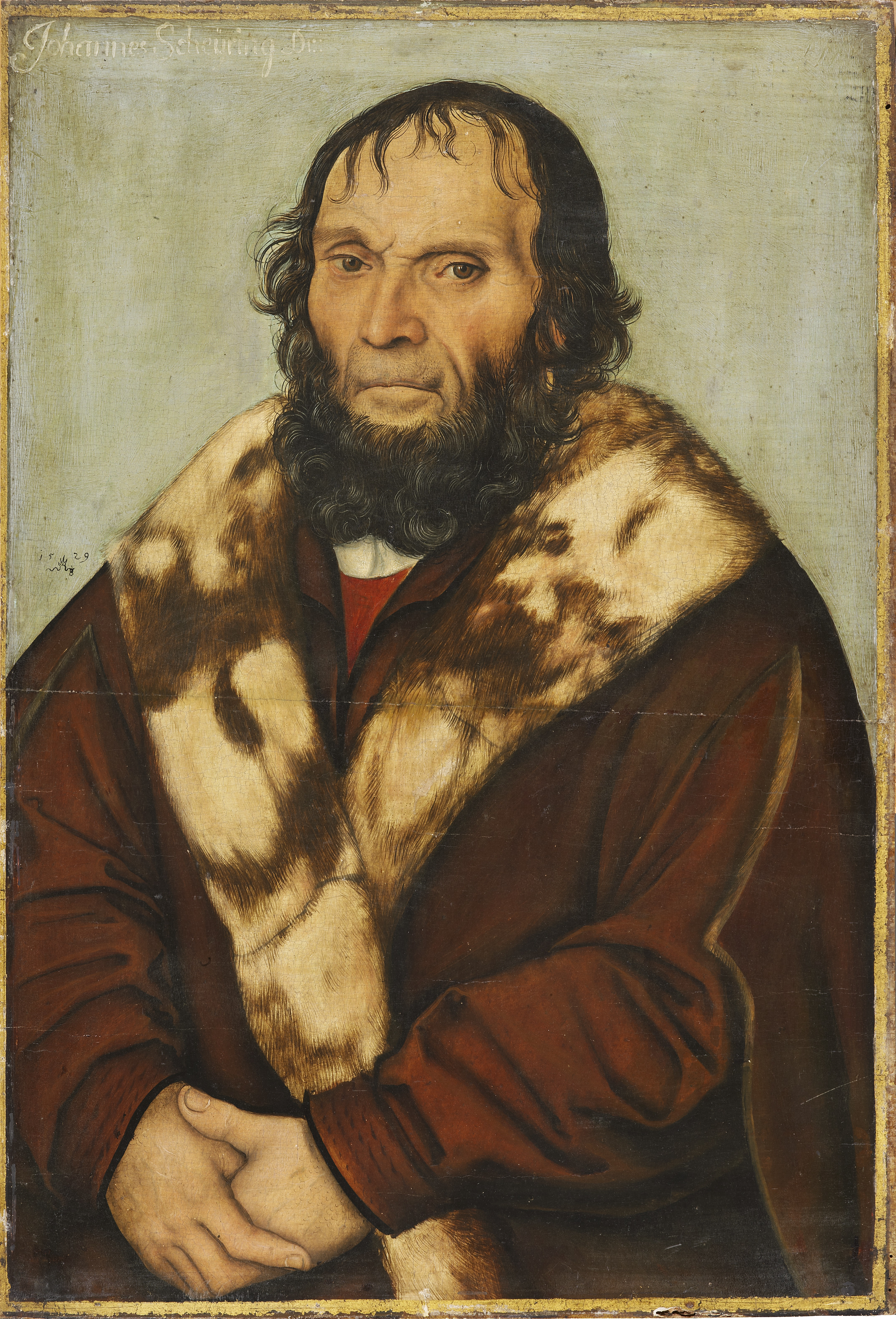
Lucas Cranach il Vecchio: Ritratto di Dr. Scheyring
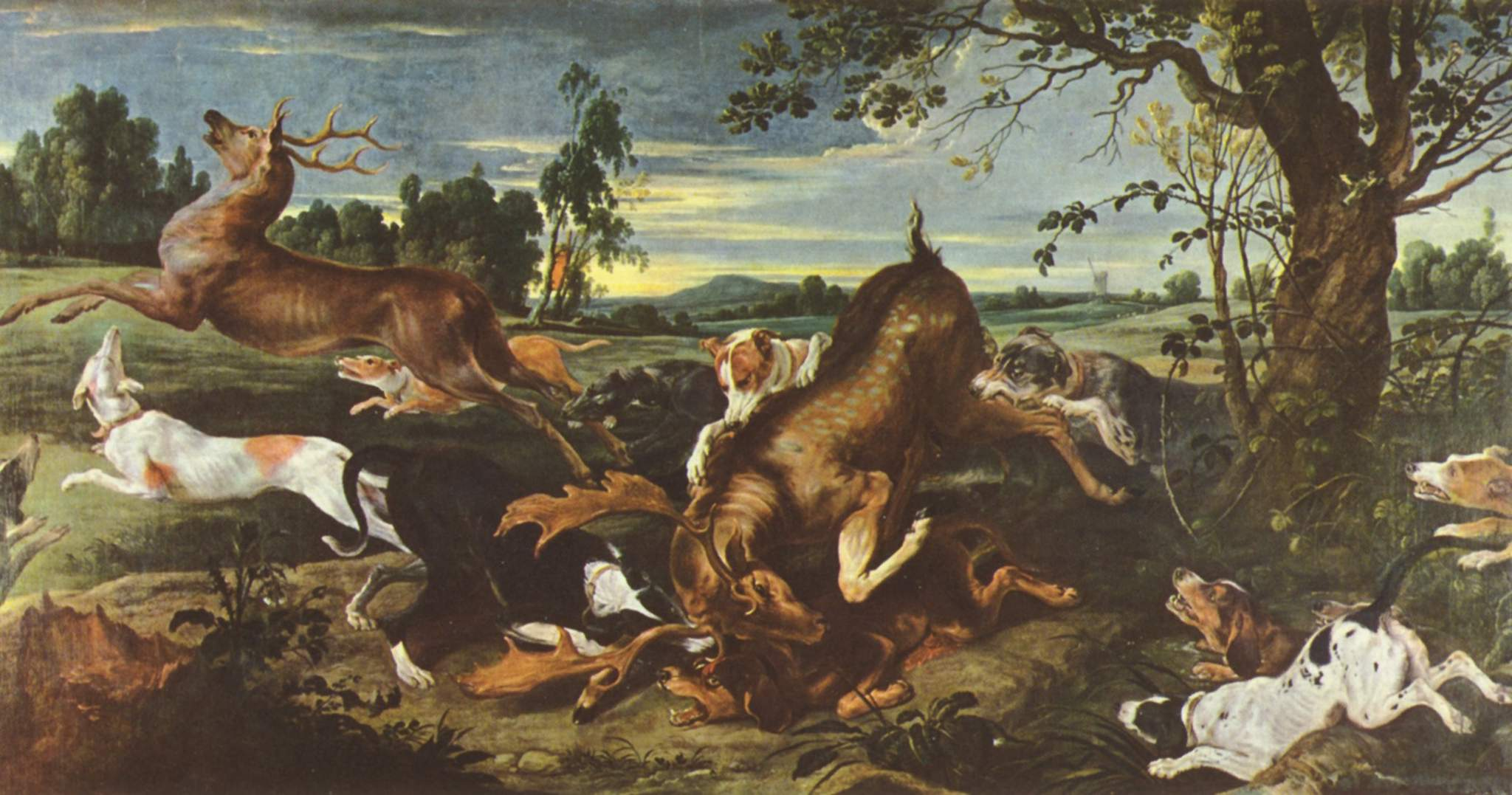
Frans Snyders: Hertenjacht
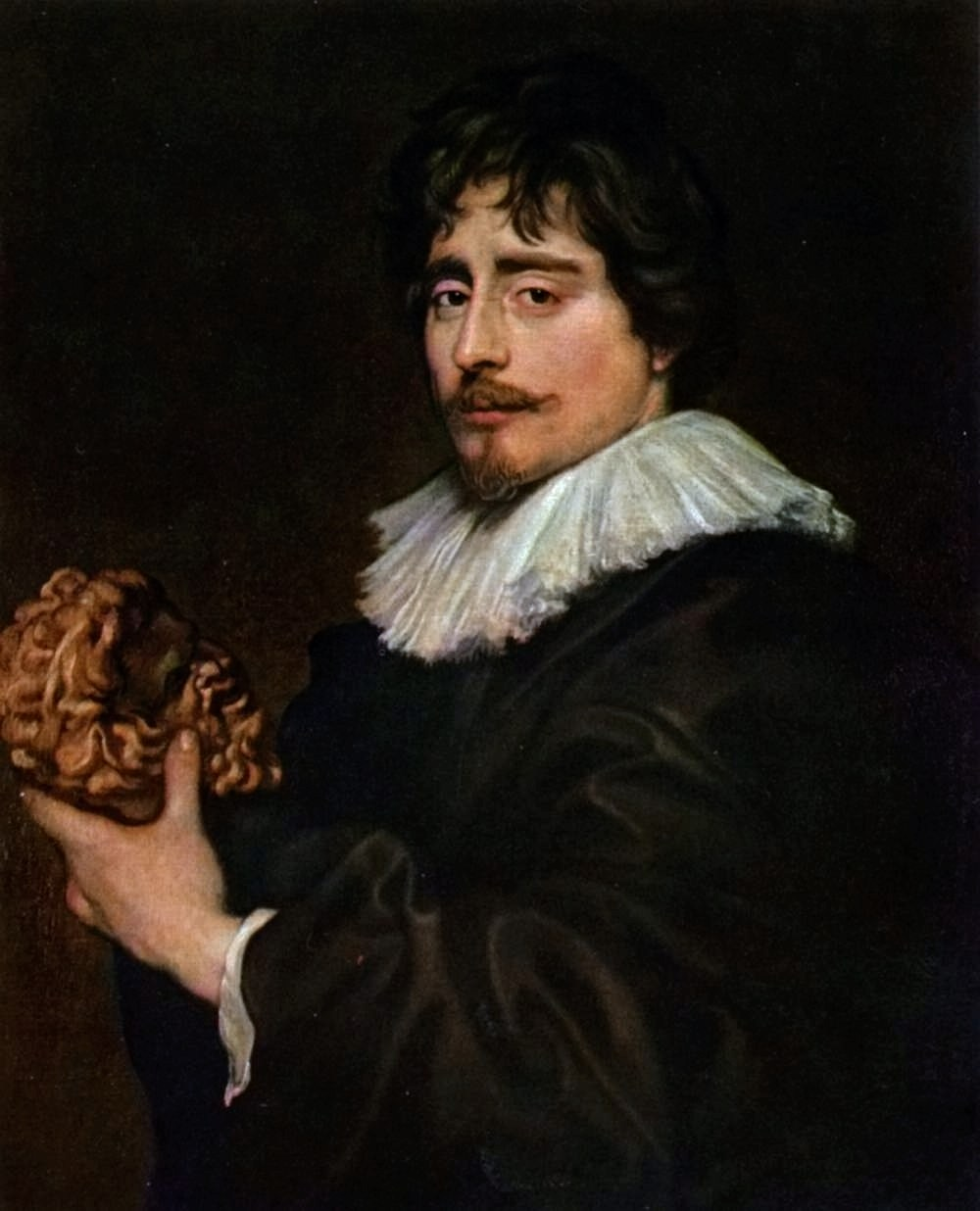
Antoon van Dyck: Ritratto dell'artista François Duquesnoy
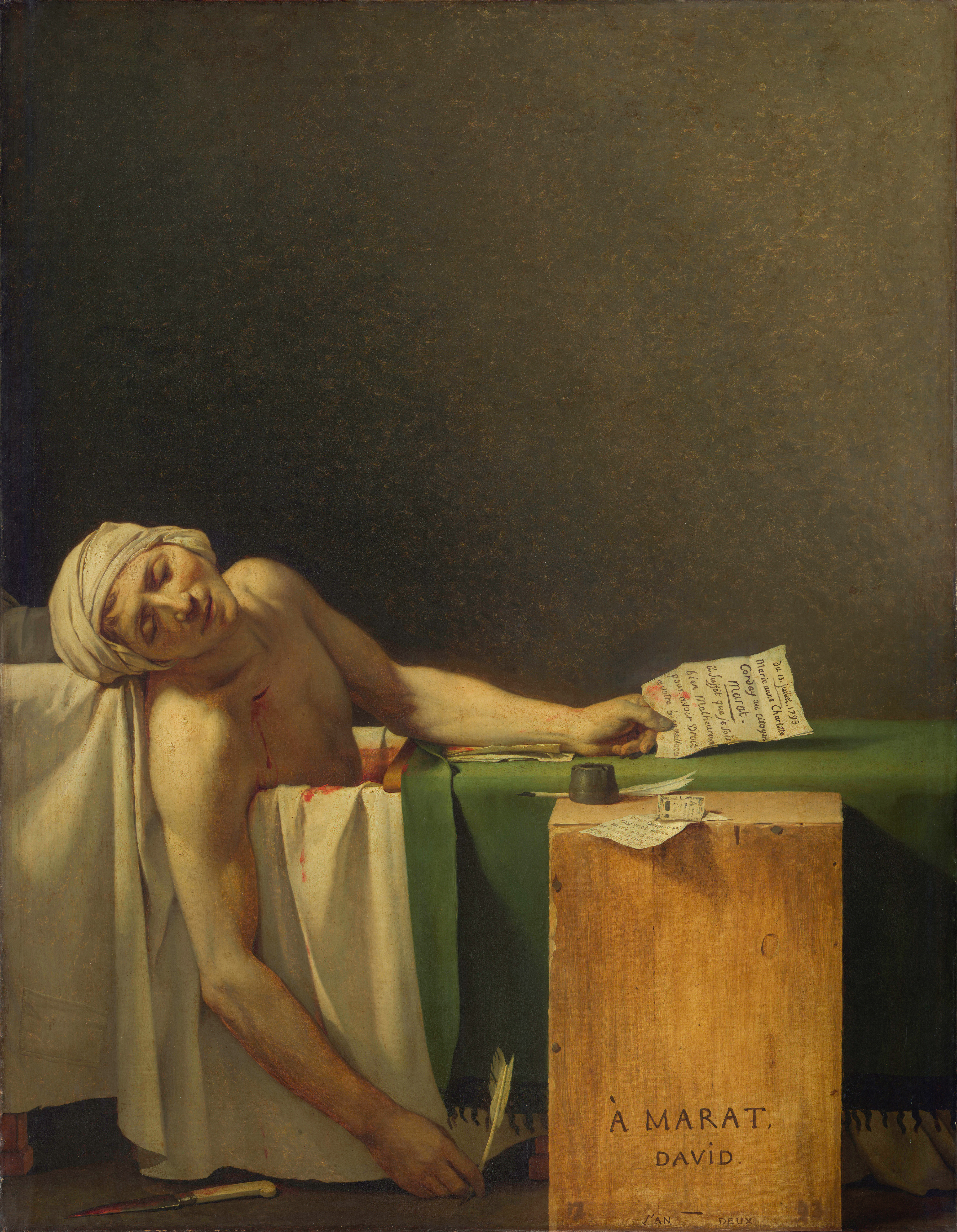
Jacques-Louis David: Morte di Marat
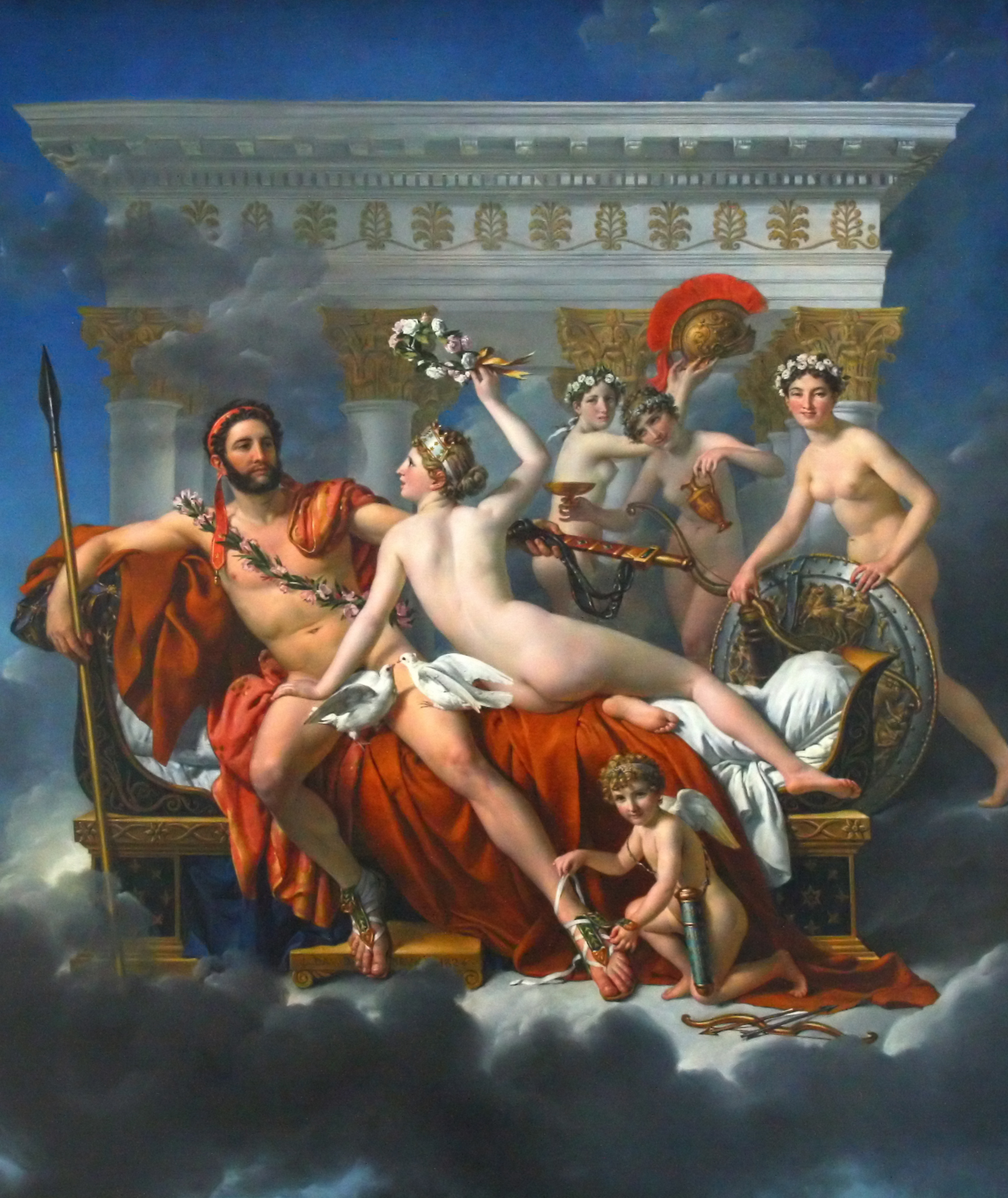
Jacques-Louis David: Marte disarmato da Venere
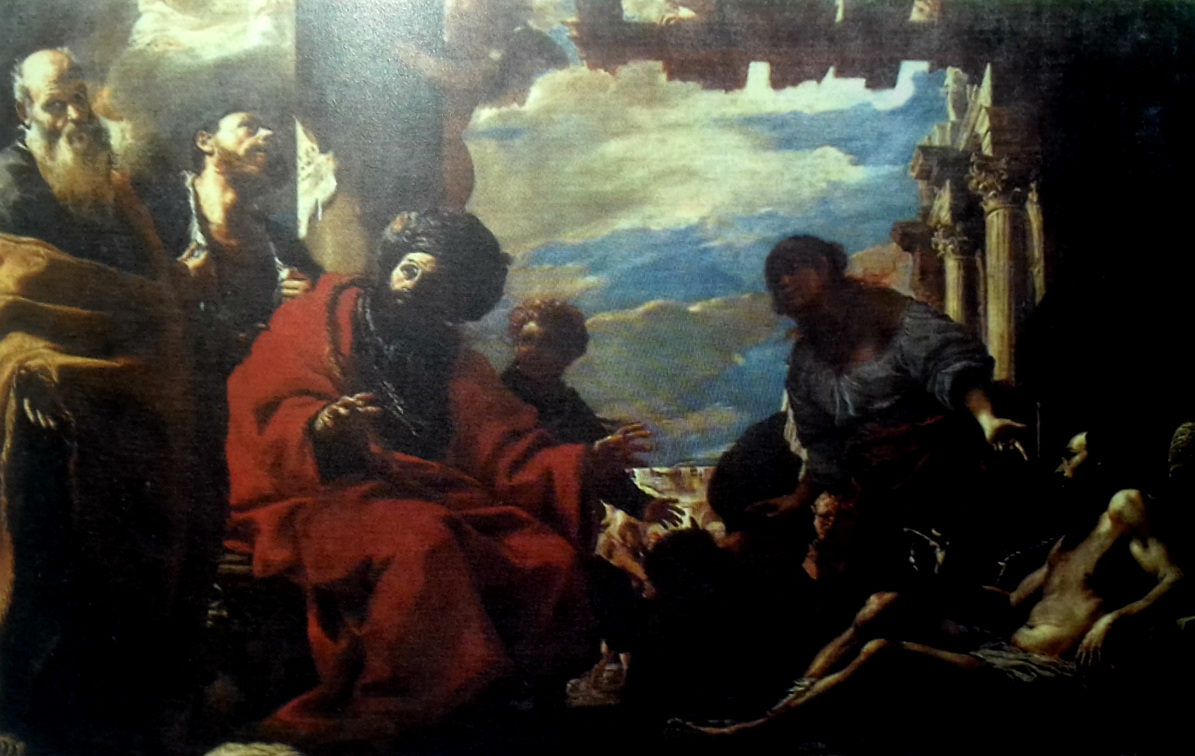
Mattia Preti: Giobbe visitato dagli amici
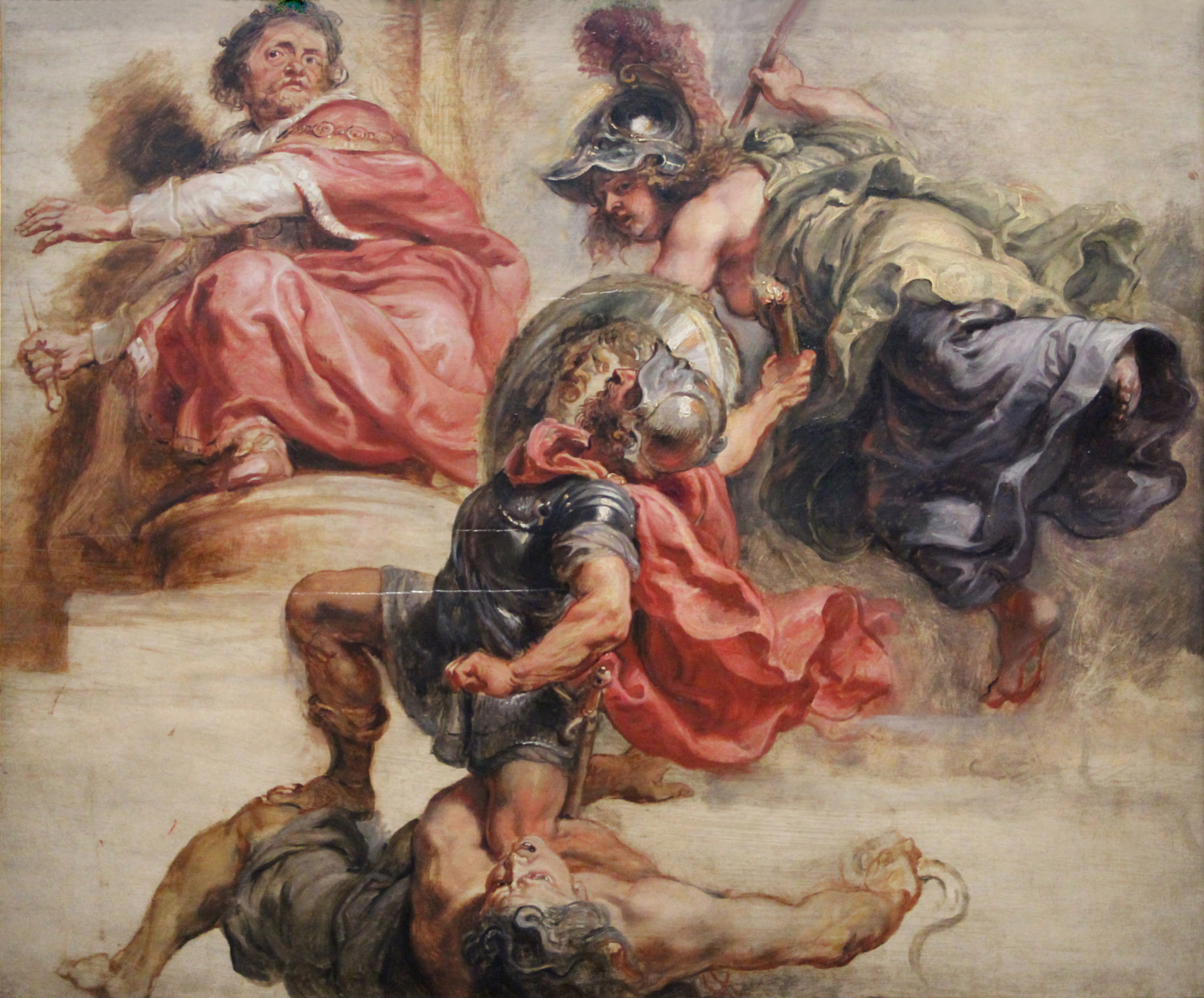
Peter Paul Rubens La saggezza vittorioso della guerra e la discordia
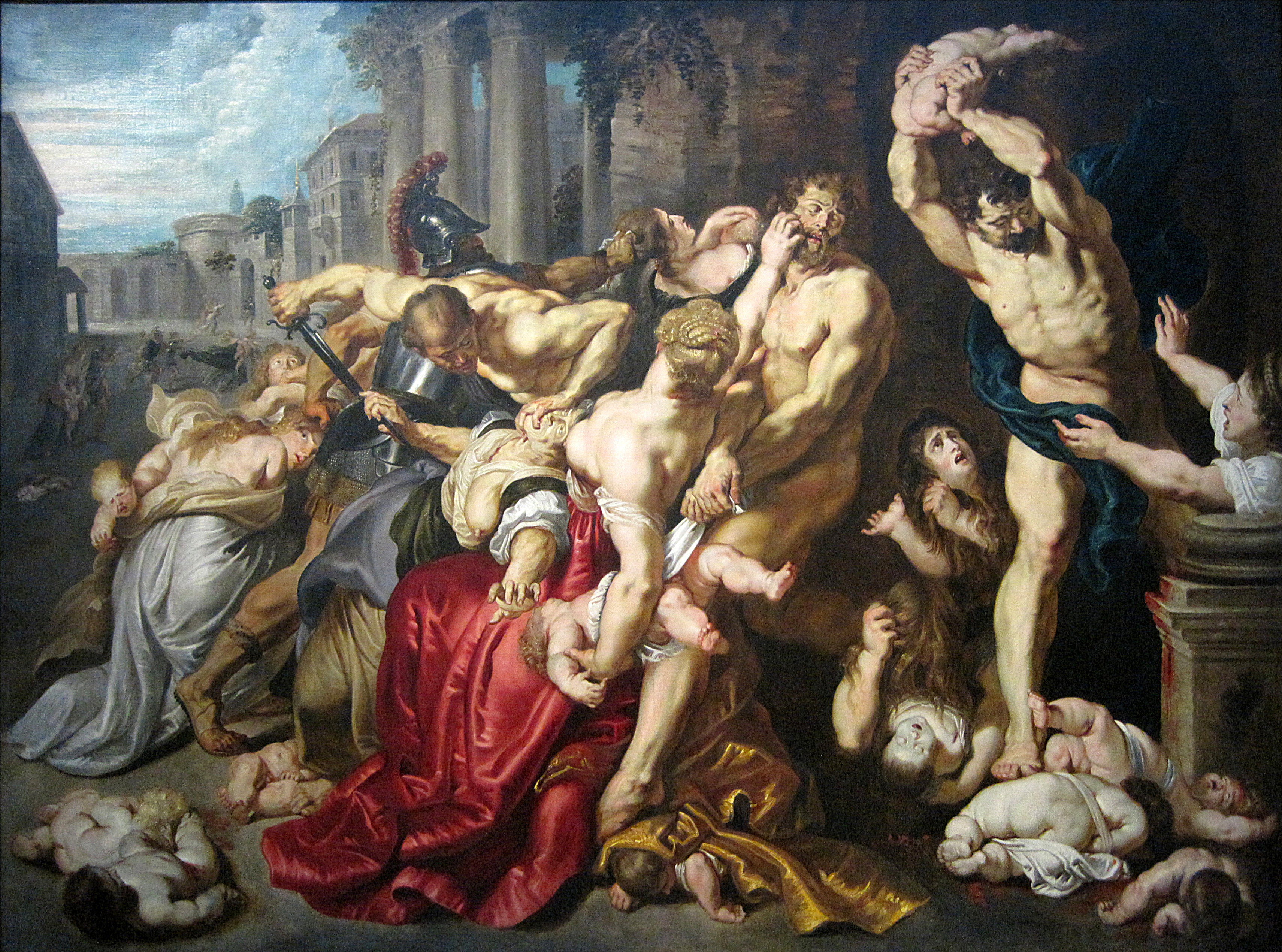
Officina di Peter Paul Rubens: La Strage degli Innocenti